# Casa imperial azteca
La casa imperial azteca recoge el linaje de los tlatoanis aztecas desde Acamapichtli (que reinó durante 1367-1387) hasta Moctezuma Xocoyotzin (Moctezuma II) (1502-20), quien gobernaba cuando inició la conquista española. Los hijos de Moctezuma Xocoyotzin fueron llevados por Hernán Cortés a España, cuya descendencia conservó el linaje de los tlatoanis (y no la de Cuitláhuac ni Cuauhtémoc, quienes, a pesar de haber sido los últimos dos tlatoanis, no dejaron descendencia). Moctezuma II habría pedido a Hernán Cortés que ejerciera la custodia de sus hijos, en especial de su hija mayor Xipahuatzin, cristianizada con el nombre de María, quien casó con el noble Juan de Grau, barón de Toloríu, en Cataluña, quienes procrearon hijos que iniciaron una descendencia que durante casi cinco siglos emparentó con la nobleza española y fue propietaria de palacios y señoríos. Actualmente varios españoles –como la condesa de Miravalle o el duque de Moctezuma de Tultengo– tienen sangre del emperador mexica. El actual heredero de esta casa imperial lleva el nombre y títulos de S.A.I. y R. príncipe José I Moscardó Vercher de Puntarenas y Borinquén.